# Bombus difficillimus
Bombus difficillimus (saknar svenskt namn) är en insekt i överfamiljen bin (Apoidea) och släktet humlor (Bombus) som finns i Centralasien.

## Beskrivning
Bombus difficillimus har övervägande svart huvud och blekgul till krämfärgad mellankropp med ett svart fält mellan vingfästena. Mellankroppens undersida är helt svart. de två främsta tergiterna är blekgula till krämfärgade, och resten av bakkroppen svart. Vingarna är ljusbruna. Arten är en stor, långtungad humla; drottningen är mellan 19 och 21 mm lång, arbetarna omkring 19 mm, och hanarna 18 till 20 mm.

## Taxonomi
Vissa forskare betraktar både den här arten och Bombus tschitscherini (som har mörkare vingar och en mörkare nyans av gult i sin färgteckning) som underarter av Bombus melanurus.

## Utbredning
Arten finns på den tibetanska högplatån som Tibet och angränsande provinser (Qinghai, Sichuan och Gansu), Nepal, Kashmir, Indien (delstaterna Sikkim, Himachal Pradesh och Uttaranchal), Mongoliet, Iran, Kazakstan, Kirgizistan, Tadzjikistan och sydöstra Europa.

## Ekologi
Humlan är en sällsynt art som förekommer på hög höjd i bergen där den går upp till över 3 400 m. Den besöker framför allt flenörtsväxter som spiran Pedicularis verticillata.